# Diego Cocca
Diego Martín Cocca Pero, noto come Diego Cocca (Buenos Aires, 11 febbraio 1972), è un allenatore di calcio ed ex calciatore argentino, di ruolo difensore.

## Caratteristiche tecniche
Durante la carriera da calciatore ricopriva il ruolo di terzino destro.

## Palmarès

### Calciatore
Campionato argentino: 1 
River Plate:1991 (A)

### Allenatore
- Campionato argentino: 1

Racing Club: 2014
- Campionato messicano: 2

Atlas: Apertura 2021, Clausura 2022